# Big big shop

big big shop是TVB旗下的網上購物平臺，由電視廣播有限公司旗下大台網有限公司之big big channel於2018年5月7日開辦。該經營模式與HKTV Mall之「視網聯銷」相似，即透過電視節目之間接宣傳去推銷貨品。2019年3月，big big shop與利亞零售之網上購物平臺「FingerShopping」合作，FingerShopping與Big Big Shop合併，並只用Big Big Shop名義繼續經營。。
2021年2月因余詠珊轉為助理總經理（業務發展），但余詠珊已經轉職香港開電視，由副總經理（綜藝、音樂製作及節目）曾志偉管理。
2022年9月21日，「big big shop」正式停止運營，並由TVB早前收購的「士多」及「鄰住買」取代。

## 對無綫電視節目之影響
big big shop開幕後，不少TVB節目加插big big shop貨品之間接宣傳，譬如《流行都市》、《東張西望》及《食平D系列》等。

## 翡翠台相關節目
- 2018年6月4日《big big shop 特約：網購攻略一分鐘》(Sr.1)，共2集
- 2018年7月22日週日23:00-23:18《big big shop正式營業》（廣告雜誌）
- 2018年9月4日-2019年2月6日《網購攻略》（Sr.2）：共117集，網上播映
- 2018年11月19日23:30-23:55《big big shop萬千星輝大派對》：陸浩明、林盛斌、參與《萬千星輝賀台慶》藝員
- 2020年5月9日週六22:15-22:30，23:00-24:00《網購攻略Sr.3+big big shop感謝祭》
- 2020年6月20日週六22:15-22:30，23:00-24:00《網購攻略Sr.4+big big shop感謝祭》
- 2020年7月25日週六22:15-22:30，23:00-24:00《網購攻略Sr.5+big big shop感謝祭》
- 2020年8月1日週六23:00-23:50《big big shop抗疫感謝祭 續集》：陸浩明、林盛斌、麥美恩、馮盈盈、黎諾懿、陳敏之、周奕瑋、郭子豪、丁子朗、張秀文、何依婷、林穎彤、戴祖儀、陳詩欣、黃美棋、吳天佑、杜大偉
- 2020年9月5日週六23:00-24:00《熱賣開催+big big動漫節》：張秀文、戴祖儀、林穎彤、孫慧雪、洪永城、馮盈盈、胡鴻鈞、吳業坤、簡淑兒、彭慧中、陳詩欣、杜穎珊、王虹茵、黃芷欣、游嘉欣、徐文浩
- 2020年9月19日週六23:00-24:00《網購攻略+big big shop中秋感謝祭》：林盛斌、陳敏之、張秀文、傅嘉莉、余德丞、何依婷、陳詩欣、黃美棋、周奕瑋、丁子朗、林穎彤、郭子豪、鄭衍峰、謝嘉怡、陳楨怡、郭柏姸
- 2020年11月21日週六23:00-00:35《網購攻略+big big shop超級感謝祭》：鄭裕玲、林盛斌、丁子朗、何依婷、黃翠如、龔嘉欣、黃建東、戴祖儀、李家鼎、馮盈盈、蔡嘉欣、鄧卓殷、余德丞、周奕瑋、洪永城、陳曉華、王灝兒、連詩雅、安德尊、張美妮、鄭衍峰、許文軒、林正峰、杜穎珊
- 2021年1月22日《網購攻略+big big shop新春感謝祭》：馮盈盈、黎諾懿、張秀文、陳曉華、張美妮、安德尊、郭子豪、余德丞、黃庭鋒、鄧卓殷、林穎彤、戴祖儀、黃美棋、許文軒、鄭衍峰、孔德賢、游嘉欣、陳國麟、史穎喬、張錦祥
- 2021年1月30日、2月6日週六23:00-23:15《big big shop今晚請客慶團年》：黎諾懿、高海寧
- 2021年3月13日、3月20日週六23:00-23:15《big big shop多多著數》：張秀文、陳詩欣
- 2021年4月10日-2021年10月17日（逢週六、日）、2021年11月25日-2021年11月26日 23:00-23:15《週末幫你慳啲啦》：黃建東、黃頌明
- 2021年10月31日 20:30-21:30《嘩鬼輪住搶著數》：阮兆祥、高海寧、何廣沛、陳自瑤、黃建東、鄧佩儀、朱智賢、黃美棋、翟威廉、楊潮凱、鄧智堅、黃頌明

## 問題

### 被指退貨透明度不足
2019年10月，消費者委員會批評big big shop沒有於使用者帳戶提供退貨的說明及連結。消費者需要透過電話或電郵向客戶服務求助。

### 食物中毒
2020年8月4日，衞生防護中心表示一名女子在big big shop購買西洋菜，進食後出現喉嚨腫痛、腹痛、噁心及腹瀉等病徵。中心呼籲市民切勿採食野生植物，從可靠的供應商購買蔬菜，及取走混在食用蔬菜裏的其他植物，煮食前徹底洗淨。

### 消費者委員會實測表現差劣
2020年12月15日，消費者委員會下稱「消委會」公佈實測香港多間網上超市訂貨服務的表現，big big shop是被檢測的網上超市中評分最低。big big shop的送貨準時度表現差劣，消委會在5次實測中，實測員向big big shop落了共17張訂單，只有4張準時到達，而且同一張訂單的一次交易卻分多次送貨，收貨人要長時間等候方能收齊一張訂單的貨品，令客戶無所適從，而實測也顯示big big shop無視客戶取消訂單的要求。
消委會在測試報告亦指出big big shop的送貨時間是五間被檢測的網上超市中最長，甚至在落單後26日才收到貨品；另有2張訂單，雖然big big shop已同意交收貨物的時間，送貨當日卻「玩失踪」沒有在送貨日出現，令客戶呆等7小時。
消委會在實測時發現big big shop未能妥善運輸貨品及保持冷藏食品的溫度，在測試中購買的急凍食品，收貨時出現餃子解凍，雪葩包裝破損及溶解，急凍雞柳解凍和包裝被打開等問題，食品在收貨時已不適合食用，而且有嚴重的食品衛生問題，消費者委員會表示已將送貨食物溫度較高的情況轉介食物安全中心跟進
。
big big shop在退款安排方面也是最差，對於落單後最終未能如期送交的貨品，消委會實測員向big big shop申請退款，結果要等待接近兩個月才收到貨品未能送出的款項。big big shop購物網頁的貨品分類模糊，例如在「餐飲」分類，找到餐具但找不到白酒；「食品」分類找到電器及廚具、「香腸火腿」分類找不到火腿片和芝士腸等等。客戶需使用更多時間來尋找貨品。消委會批評big big shop的表現令人失望，是實測整體表現最差的網上超市。
big big shop回覆消委會及傳媒表示，因最近多月訂單繁多，並已經在11月中更換另一間物流公司，並增撥更多資源，對顧客引起不便抱歉。

## 競爭對手
- HKTV Mall

## 外部網頁
- big big shop（页面存档备份，存于）